# Ernst Jacob Lennart von Post
Ernst Jakob Lennart von Post ( 6 de junio de 1884-11 de enero de 1951) fue un naturalista y geólogo sueco. Fue el primero en publicar análisis cuantitativos de polen y está considerado uno de los fundadores de la Palinología. Fue profesor en la Universidad de Estocolmo de 1929 a 1950.

## Primeros años
Lennart von Post nace en Johannesberg, cerca de Västerås en el condado de Västmanland, Suecia. Fue único hijo. Su padre servía en las Fuerzas Armadas de Suecia, como juez, abogado, aunque también trabajó en la esfera civil como abogado, granjero y asistente Cantonal del Juzgado. Su madre Beata Jacquelina Charlotta Christiana Nisbeth fallece un año después que él.

## Educación
Estudia Geología en la Universidad de Upsala de 1902 a 1907, y obtiene su grado de licenciado. Sus profesores como A.G. Högbom, habían desarrollado el concepto del ciclo geoquímico del carbono y Rutger Sernander, con la secuencia del Pleistoceno y la Teoría climática Blytt-Sernander. Von Post comienza a trabajar en una historia del desarrollo de la marga Mästermeyer en Gotland, con Jakob Ljungqvist en 1902. Así fue la primera investigación sobre tales aspectos geocronológicos, y ya en 1903 saca su 1ª publicación, describiendo la pared Littorina. Este Art. fue importante pues describía, anexo con otro Art. de Kjellmark, las capas de conchas de Littorina en exposiciones de playas, ayudando a estimar el ajuste postglaciar y la ingresión marina postglaciar en Suecia.

## Carrera científica
Von Post trabaja para el Swedish Geological Survey durante 21 años como especialista en turba. En ese periodo desarrolla la técnica del uso de los granos de polen encontrados en muestras de perfiles geológicos, para construir estratigramas que pudieran usarse para correlacionar capas de turba locales. Hacia 1916, junto con la obra de (Gustav?) Lagerheim para N.O. Holst, establece el concepto del uso de polen para describir la migración de especies vegetales y los cambios en el Nº relativo de plantas. Esa obra logra en la publicación de 1916 describir el primer diagrama de polen, el mismo que von Post presenta en su ahora famosa conferencia en Christiania, aunque los dos pertenecían a diferentes materias.
Su obra fue seminal en el nacimiento del campo de la palinología; aunque debe reconocerse que von Post publicaba en un lenguaje muy críptico, e inentendible para grandes audiencias, como si lo lograba Gunnar Erdtman. von Post influyó enormemente, en los trabajos de palinólogos como Gunnar Erdtman, Knut Fægri y otros. Y es notable como la existencia de una relación conflictiva entre Erdtman y von Post, hizo que Erdtman permaneciera en relativa oscuridad en la Academia por varios años.

## Galardones y reconocimientos
- 1906 - Premio Linnaeus
- 1927 - Doctorado Honorario Doctorate: Stockholms Högskola
- 1939 - nominado miembro de la Real Academia de las Ciencias de Suecia
- 1941 - Doctorado Honorario: Universidad de Königsberg
- 1950 - Doctorado Honorario: Universidad de Copenhague

- La abreviatura «L.Post» se emplea para indicar a Ernst Jacob Lennart von Post como autoridad en la descripción y clasificación científica de los vegetales.[7]